# 莫特絕緣體

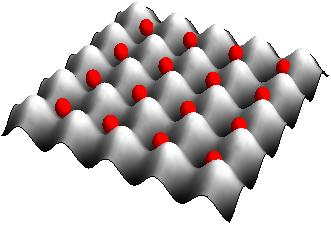
莫特絕緣體的二維相。

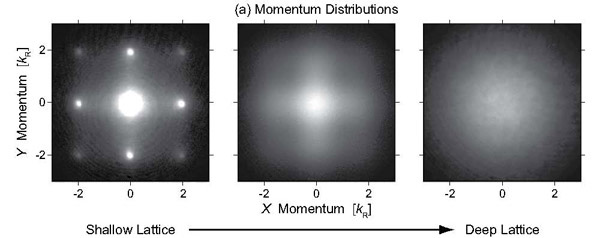
莫特絕緣體〈玻色氣體〉的二維原子相變。

莫特絕緣體（英語：Mott insulator）的命名是為紀念英國物理學家內維爾·莫特。
莫特絕緣體是應該分類在常規能帶理論之下的導體，當在特別低溫測量時是绝緣體。這個作用歸結於電子和電子的相互作用，在常規能帶理論上沒有被考慮。
雖然固體的能帶理論在描述材料電子特性上是非常成功的。但在1937年時，Jan Hendrik de Boer和 Evert Johannes Willem Verwey即已指出很多被能帶理論預測为導體（因為在每單位晶格有奇數個電子）的過渡金屬氧化物实际上是绝緣體。內維爾·莫特和魯道夫·佩爾斯也在1937年然後預言這個反常現象可以用電子之間的相互作用来解釋。